# Kreuzschliff

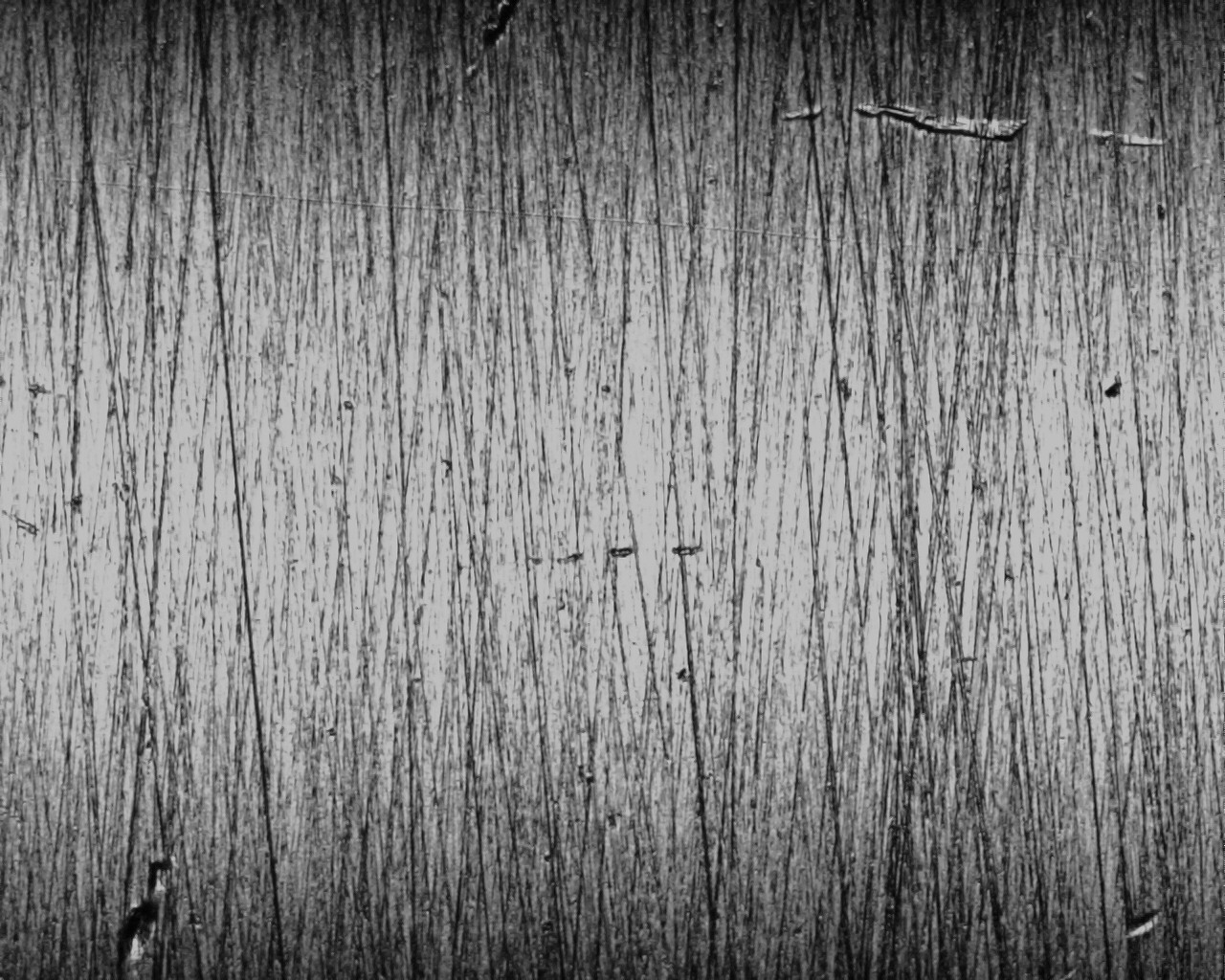
Nahaufnahme eines Kreuzschliffbildes

Kreuzschliff bezeichnet eine Art der Oberflächenbehandlung, die vor allem bei Metallbauteilen von Verbrennungsmotoren üblich ist und mit der Technik des Honens erzielt wird.
Kreuzschliff bezeichnet dabei das
Schleifbild und den sich aus der Überlagerung von drehender und gerader Bewegung des Honwerkzeuges ergebende Kreuzwinkel. Je nach Anwendung des Bauteils wird ein bestimmter Kreuzwinkel vorgeschrieben. In diesen Zusammenhang gehört die in dem Kreuzwinkel vorkommende Rauheit. Beides zusammen ergibt den Kreuzschliff.
Anwendung findet der Kreuzschliff beispielsweise in Lagern oder Zylindern von Verbrennungsmotoren. Dort ist eine gewisse Rauheit der Zylinderwand erwünscht, damit der Schmierfilm haftet und durch die Bewegung des Kolbens nicht abreißt.